# Marie Spartali Stillman

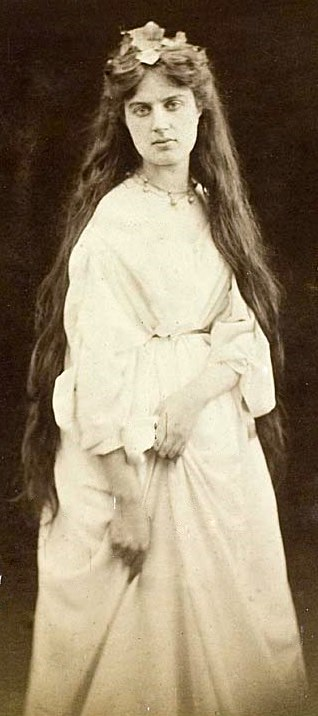
Marie Spartali Stillman el 1868. Fotografia de Julia Margaret Cameron.

Marie Euphrosyne Spartali (grec: Μαρία Ευφροσύνη Σπαρτάλη), Marie Euphrosyne Stillman, per matrimoni, (10 de març de 1844 – 6 de març de 1927), era una pintora prerafelita britànica, descendent de grecs, per a molts la millor artista femenina d'aquest moviment. Durant una carrera de seixanta anys, va produir més d'un centenar d'obres, participant regularment en exposicions a la Gran Bretanya i els Estats Units.

## Biografia

### Origen familiar
Maria Spartali era la filla gran de Michael Spartali (1818–1914), un ric comerciant, propietari de la firma Spartali & Co i cònsol general de Grècia en Londres de 1866 a 1882. Havia arribat a Londres al voltant de 1828, on es va casar amb Euphrosyne Varsami, coneguda com a Effie (1842–1913), filla d'un comerciant grec de Gènova.
La família vivia a la seva casa de camp d'estil georgià amb un passadís circular de columnes de marbre, a Clapham Common, conegut com 'The Shrubbery' amb un enorme jardí i vistes sobre el Tàmesi i Chelsea. En els mesos d'estiu, es traslladaven a la seva casa de camp a l'illa de Wight, on el seu pare va desenvolupar el cultiu de raïms a les seves terres. A Londres, el seu pare era aficionat a les festes en jardins luxosos on convidava joves i prometedors escriptors i artistes de la seva època.

### Vida personal

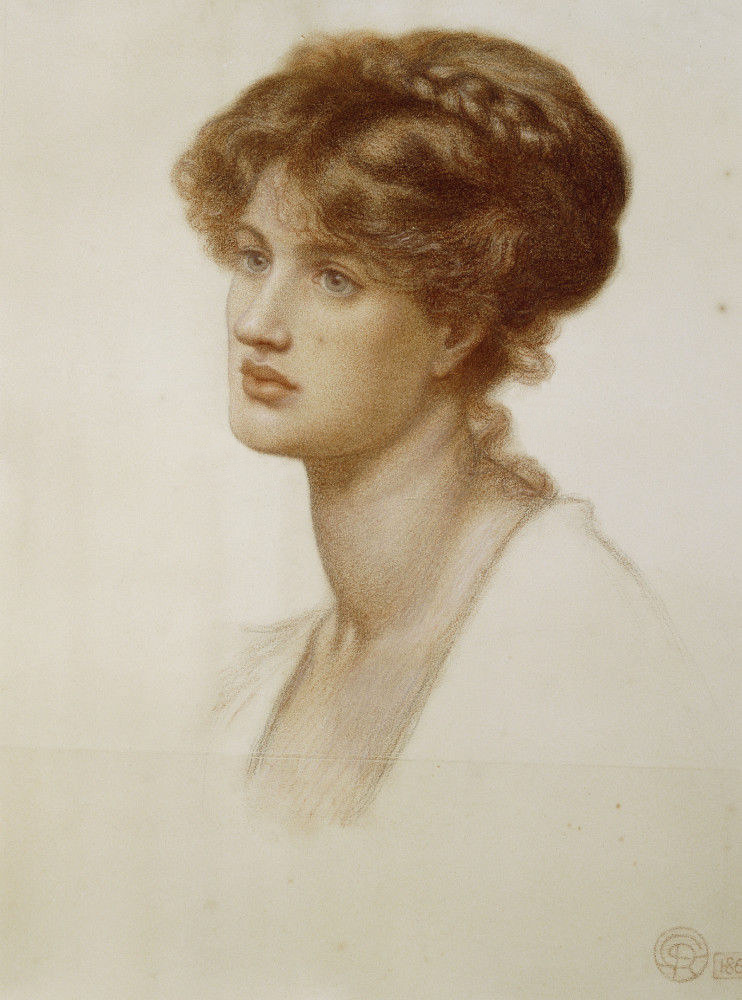
Spartali per Rossetti

Ella i les seves cosines Maria Zambaco i Aglaia Coronio eren conegudes col·lectivament entre els amics com "les Tres Gràcies", en referència les Càrites de la mitologia grega (Aglaia, Eufròsine i Talia), ja que les tres eren vistes com a belleses del patrimoni grec. Va ser a la casa de l'empresari grec A.C. Ionides (1810-1890) a Tulse Hill, al sud de Londres, on Marie i la seva germana Christine (1846-1884) van conèixer Whistler i Swinburne per primera vegada. Estaven vestits de blanc, amb faixes de color blau. Swinburne estava tan emocionat que va dir de Spartali: "És tan bonica que vull seure i plorar". Marie era una figura imponent, amb prop d'1,9 metres d'alçada, en els seus últims anys, portava llargs vestits negres amb una caputxa d'encaix; sempre va atreure molt l'atenció al llarg de la seva vida.
Spartali va estudiar amb Ford Madox Brown durant diversos anys des de 1864, amb els seus fills Lucy, Catherine i Oliver. Rossetti, en assabentar-se que anava a convertir-se en un alumne de Madox Brown, li va escriure (el 29 d'abril 1864), "Acabo de sentir que la senyoreta Spartali serà la seva alumna. He sentit també que posseeix una meravellosa bellesa de la qual he sentit parlar molt. Així doncs, tanqui-la i no deixi que els seus companys la vegin, ja que es mostrarà tímida per la forma de seure." Va posar per a ell el 1867. Va escriure a Jane Morris el 14 d'agost, "He trobat el cap el més difícil que mai he dibuixat. No depèn tant de la forma real com d'un subtil encant de la vida que no es pot tornar a crear." Ella era la més intel·lectual dels seus models.
Va fer de model per: Brown; Burne-Jones (El Molí); Julia Margaret Cameron; Rossetti (Una Visió de Fiammetta, el somni de Dante, El Prat ombrívol); i Spencer Stanhope.

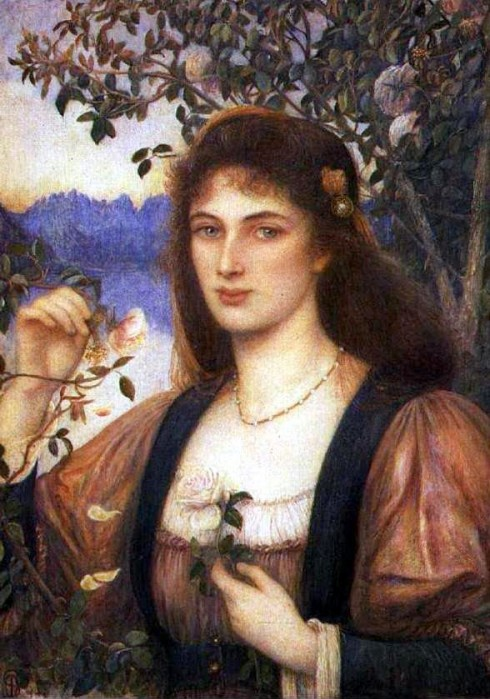
Una Rosa del jardí Armida (1894) de Marie Spartali Stillman.

### Matrimoni
El 1871, en contra dels desitjos dels seus pares, es va casar amb el periodista i pintor nord-americà William J. Stillman. Ella era la seva segona esposa, ja que la primera s'havia suïcidat dos anys abans. La parella havia posat per a Rossetti en les seves famoses imatges de Dante, tot i que no és segur si va ser llavors quan es van conèixer. Primer va treballar per la revista americana d'art The Crayon. El seu darrer treball va ser corresponsal a l'estranger del The Times. El seu treball com a corresponsal a l'estranger va comportar que la parella dividís el seu temps entre Londres i Florència des de 1878 fins a 1883, i després a Roma de 1889 a 1896. També van viatjar als Estats Units, i va ser l'única artista prerafaelita, amb base a la Gran Bretanya, en treballar en els Estats Units.
Va tenir tres fills. Marie Spartali va morir el març de 1927 a Ashburn Place, South Kensington. Marie va ser incinerada al cementiri Brookwood, prop de Woking, Surrey, on està enterrada amb el seu marit. La tomba és marcada per una senzilla làpida de gespa.
La seva última voluntat i testament conté una carta on Marie va escriure: "Sembla bastant absurd fer un testament quan un no té ni diners ni possessions per llegar". Va deixar diversos articles personals, incloent alguns records de la seva vida com a artista.

## Art
Els temes de les seves pintures eren típics del prerafaelitisme: figures femenines; escenes de Shakespeare, Petrarca, Dante i Boccaccio; així com paisatges italians. Va exposar obra a la Dudley Gallery, a la Grosvenor Gallery i la seva continuadora, New Gallery; a la Royal Academy of Arts; i a diverses galeries de la costa est americana, incloent el Centennial Exhibition de Filadèlfia el 1876. El 1892 es va fer una exposició retrospectiva de la seva obra als Estats Units, i una altra al Museu d'Art de Delaware el 2015.

## Obres

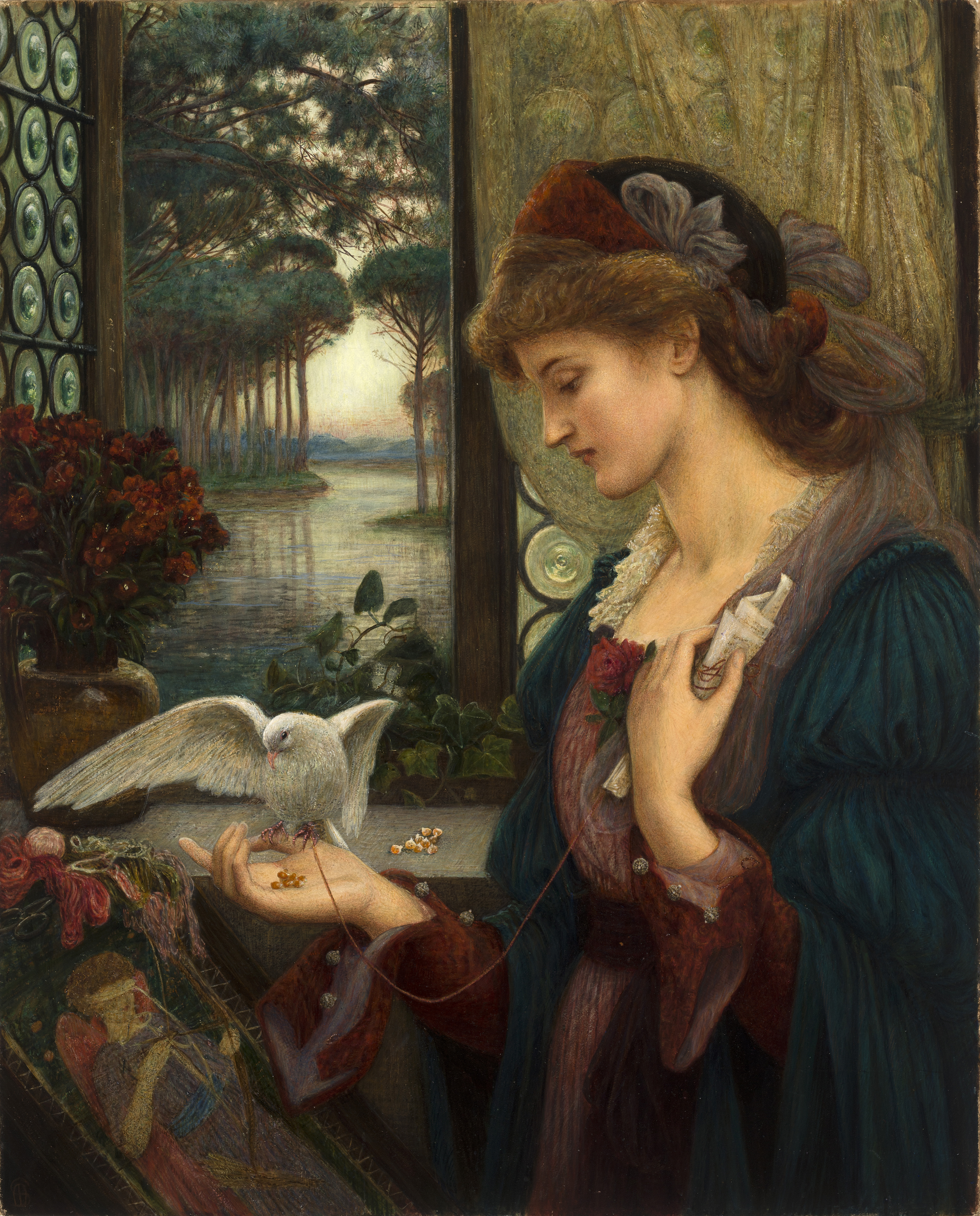
El missatger de l'amor de Marie Spartali Stillman (1885)

David Elliott va llistar més de 170 obres seves al seu llibre. Entre elles es poden destacar:
- La Senyora Prega – Desig (1867; Col·lecció Andrew Lloyd Webber)
- Mariana (c.1867–69; col·lecció privada)
- Retrat d'una dona jove (1868)
- Forgetfulness (1869; col·lecció privada)
- La Pensierosa (1870; Museu d'art Chazen, Universitat de Wisconsin–Madison)

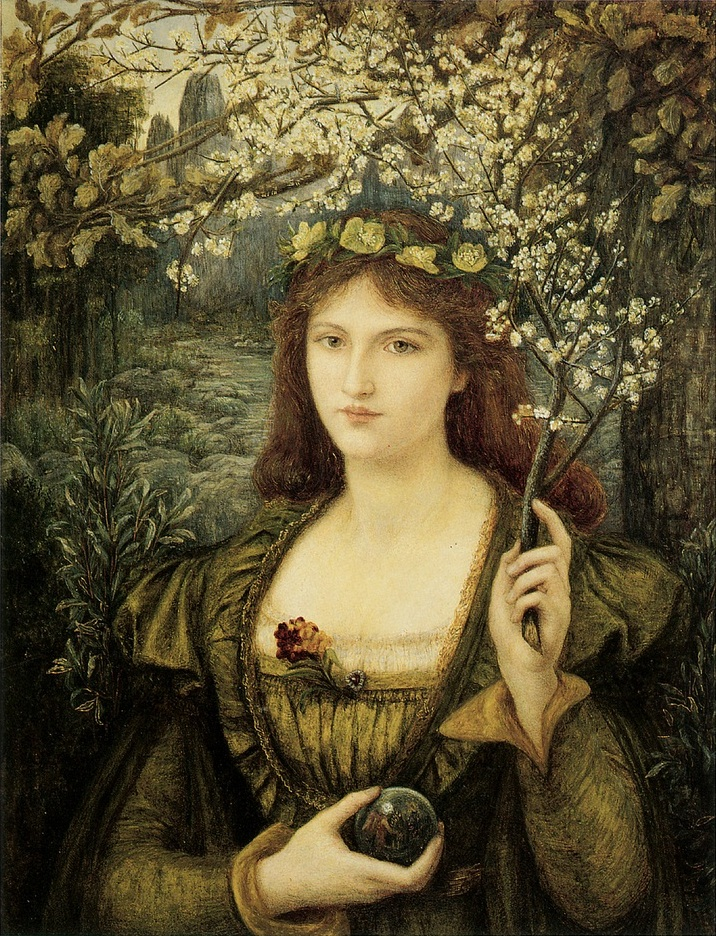
Madonna Pietra degli Scrovigni de Marie Spartali Stillman (1884)

- Autoretrat (1871; Museu d'art de Delaware)
- Autoretrat en Vestit Medieval (1874)
- Reunint Taronja Blossoms (1879; Universitat St. Lawrence)
- La trobada de Dante i Beatriu el dia de Tots Sants (1881)
- Madonna Pietra degli Scrovigni (1884; Walker Art Gallery, Liverpool)
- El missatger de l'amor (1885; Museu d'art de Delaware)
- Un lliri Florentí (c.1885–90; col·lecció privada)
- La festa de maig a la Casa de Folco Portinari, 1274 (1887)
- Dante a Verona (1888; col·lecció privada)
- Un dia després que em visités la tristessa (1888)
- Una festa de casament florentina (1890)
- Messer Ansaldo mostrant el seu jardí encantat a la Madonna Dionara (1889), una il·lustració d'un conte del Decameró.[7]
- Un lliri del convent (1891)
- Lliris del claustre (1891)
- Dante i Beatriu, Escena de la Vita Nuova (1891)
- Sant Jordi (1892; Museu d'Art del Delaware)
- De com la Verge Maria va venir al germà Conrad d'Offida i va agafar el seu fill en els seus braços (1892; Wightwick Manor, Col·lecció Mander)
- Una rosa del jardí Armida (1894)
- Sonets d'amor (1894; Museu d'art de Delaware)
- Beatriu (1895; Museu d'art de Delaware)
- Retrat de W. St Clair Baddeley (1896)
- Beatriu (1898; col·lecció privada)
- El popular pelegrí (1914; Museu d'art de Delaware)